# Secretario Militar
El Secretario Militar es la designación de la Armada Británica de la cual el titular es responsable de la dirección de la política de gestión de personal para los miembros del ejército británico. Es un nombramiento de alto rango del ejército británico, realizado por un oficial con rango de general mayor. El puesto de subsecretario militar es ocupado por un oficial con rango de brigadier. La contraparte del secretario militar en la Armada es el Secretario naval. El equivalente de la Fuerza aérea es el Secretario del Aire.
El puesto se estableció inicialmente como Secretario Público o Secretario Militar del Comandante en Jefe de las Fuerzas en 1795 (antes de lo cual un civil había servido como Secretario del Comandante en Jefe). 
El título fue cambiado formalmente a Secretario Militar del Secretario de Estado de Guerra en 1904. A veces se lo refería en la jerga militar como Secretario Militar en la Sede. En 1964 se convirtió en Secretario Militar del Secretario de Estado de Defensa.
En 1995 se estableció un nuevo Centro de Personal del Ejército en Glasgow con el Secretario Militar como su Jefe Ejecutivo.

## Lista
- Robert Brownrigg, 1795–1803

Colonel William Clinton, 1803–1804
- Lieutenant-Colonel James Gordon, 1804–1809
- Major-General Sir Henry Torrens, 1809–1820
- Lieutenant-General Sir Herbert Taylor, 1820–1827
- Lieutenant-General Lord FitzRoy Somerset, 1827–1852
- Colonel Richard Airey, 1852–1854
- Lieutenant-General Sir Charles Yorke, 1854–1860
- Lieutenant-General William "?*Forster, 1860–1871
- Major-General Caledon Egerton, 1871–1874
- General Sir Alfred Horsford, 1874–1880
- Lieutenant-General Sir Edmund Whitmore, 1880–1885
- Lieutenant-General Sir George Harman, 1885–1892
- General Sir Reginald Gipps, 1892–1896
- Major-General Sir Coleridge Grove, 1896–1901
- Lieutenant-General Sir Ian Hamilton, 1901–1903
- Lieutenant-General Lord William

•Frederick Ernest Seymour, acting Nov 1901–1902 (while General Hamilton served in South Africa)
- Major-General Sir Ronald Lane, 1903–1904
- Colonel John Spencer Ewart, 1904–1906
- General Sir Arthur Wynne, 1906–1911
- Lieutenant-General Sir William Franklyn, 1911–1914
- Lieutenant-General Sir Alfred Codrington, 1914
- Major-General Sir Frederick Robb, 1914–1916
- Lieutenant-General Sir Francis Davies, 1916–1919
- Lieutenant-General Sir Philip Chetwode, 1919–1920
- Lieutenant-General Sir Alexander Godley, 1920–1922
- Lieutenant-General Sir William Peyton, 1922–1926
- Lieutenant-General Sir David Campbell, 1926–1927
- Major-General Sir Gerald Boyd, 1927–1930
- Lieutenant-General Sir Sidney Clive, 1930–1934
- Lieutenant-General Sir Charles Deedes, 1934–1937
- Major-General The Viscount Gort, 1937
- Lieutenant-General Douglas Brownrigg, 1938–1939
- Lieutenant-General George Giffard, 1939–1940
- Lieutenant-General Arthur Floyer-Acland, 1940–1942
- General Sir Colville Wemyss, 1942–1946
- Lieutenant-General Sir Frederick Browning, 1946–1948
- Lieutenant-General Sir Charles Keightley, 1948
- Lieutenant-General Sir Robert Mansergh, 1948–1949
- Lieutenant-General Sir Kenneth McLean, 1949–1951
- Lieutenant-General Sir Euan Miller, 1951–1954
- Lieutenant-General Sir Colin Callander, 1954–1957
- General Sir Hugh Stockwell, 1957–1959
- Lieutenant-General Sir Geoffrey Thompson, 1959–1961
- Lieutenant-General Sir William Stirling, 1961–1963
- General Sir John Anderson, 1963–1966
- Lieutenant-General Sir Richard Goodwin, 1966–1969
- Lieutenant-General Sir Thomas Pearson, 1969–1972
- Lieutenant-General Sir John Sharp, 1972–1974
- Lieutenant-General Sir Patrick Howard-Dobson, 1974–1976
- Lieutenant-General Sir Robert Ford, 1976–1978
- Lieutenant-General Sir Robin Carnegie, 1978–1980
- Lieutenant-General Sir Roland Guy, 1980–1983
- Lieutenant-General Sir David Mostyn, 1983–1986
- Lieutenant-General Sir Patrick Palmer, 1986–1989
- Lieutenant-General Sir John Learmont, 1989–1991
- Lieutenant-General Sir William Rous, 1991–1994
- Major-General Robert Hayman-Joyce, 1994–1995
- Major-General Michael Scott, 1995–1997
- Major-General David Burden, 1997–1999
- Major-General Alistair Irwin, 1999–2000
- Major-General Peter Grant Peterkin, 2000–2003
- Major-General Freddie Viggers, 2003–2005
- General mayor Nicholas Cottam, 2005–2008
- General mayor Mark Mans, 2008–2009
- General mayor David Rutherford-Jones, 2009–2011
- General mayor Andrew Gregory, 2011–2013
- General mayor Shaun Burley, 2013–2015
- General mayor Nicholas Ashmore, 2015–2017
- General mayor Robert Bernard Bruce, 2017-actualidad

- Datos: Q6852162